# 捲曲枯葉變色龍
捲曲枯葉變色龍（Brookesia decaryi），是分布於馬達加斯加西北部地區的一種变色龙。

## 特徵
外表近似玫瑰枯葉變色龍，但體型較小，確又比其他品種大且頗具分量。